# Fabian Krüger
Fabian Krüger (geboren am 14. August 1971 in Kassel) ist ein in der Schweiz aufgewachsener deutscher Theater- und Filmschauspieler, der seit 2020 dem Ensemble des Theater Basel angehört.

## Leben und Werk
Krüger studierte an der Zürcher Schauspielakademie. „Wäre er nicht Schauspieler geworden, katholischer Pfarrer wäre seine zweite Wahl gewesen. Wegen der Lust am Predigen“, schrieb das Zürcher Tagblatt 2013 über ihn.
Seine ersten Engagements hatte er bei der freien Theatergruppe 400asa und am Maxim-Gorki-Theater in Berlin in der Intendanz von Volker Hesse. Matthias Hartmann engagierte ihn ans Schauspielhaus Bochum und nahm ihn 2005 ans Zürcher Schauspielhaus mit, wo er „mit verschrobenen, oft auch komischen Gestalten zum Publikumsliebling avancierte.“ Er spielte dort u. a. den Mercutio in David Böschs Romeo und Julia-Inszenierung, den Sosias in Hartmanns Interpretation von Kleists Amphitryon, den Soldaten in Max Frischs Drama Andorra und die Titelrolle in dessen Biedermann und die Brandstifter, sowie zuletzt den Marinelli in Lessings Emilia Galotti. „‚Inkompatibel‘ nennt er sich, was wohl heisst, dass er sich nie in bequemen Situationen einrichten mag. Interessant findet er es dort, wo er ‚nicht hingehört‘, er spürt ungern ‚seine Begrenzung‘: ‚Ich will nicht aus dem Topf schöpfen, den ich gerade ausgeschüttet habe.‘ – Symptomatisch changiert die Sprache zwischen bildhaft und abstrakt.“
Als Hartmann 2009 ans Wiener Burgtheater wechselte, wurde Krüger dort Ensemblemitglied. Hier übernahm Krüger zunächst Rollen in Hartmanns Kasino-Produktionen von Krieg und Frieden und Das Trojanische Pferd, in zeitgenössischen Stücken von Roland Schimmelpfennig (Der Komet) und Thomas Vinterberg (Die Kommune), sowie in Frank Castorfs Fassung von Hans Henny Jahnns Die Krönung Richards III. und als Edgar in Peter Steins monumentalem King Lear.

## Filmografie (Auswahl)
- 2006: Knallhart
- 2011: Ein Sommersandtraum
- 2013: Rosie
- 2013: Verliebte Feinde
- 2016: Lina
- 2018: Der Bestatter (Fernsehserie)
- 2019: Tatort: Der Elefant im Raum
- 2020: Moskau Einfach!
- 2021: Ich und die Anderen (Fernsehserie)
- 2022: Tatort: Schattenkinder
- 2022: Die Beschatter (Fernsehserie)
- 2024: Bettys Diagnose (Fernsehserie)

## Theater (Auswahl)
Burgtheater:
- 2009: Amphitryon von Heinrich von Kleist, Regie: Matthias Hartmann, Rolle: Sosias – Akademietheater
- 2011: Romeo und Julia von William Shakespeare, Regie: David Bösch, Rolle: Mercutio – Burgtheater
- 2014: König Lear von William Shakespeare, Regie: Peter Stein, Rolle: Edgar – Burgtheater
- 2015: Das Käthchen von Heilbronn von Heinrich von Kleist, Regie: David Bösch, Rolle: Friedrich Wetter, Graf vom Strahl – Burgtheater

## Auszeichnungen
- 2011: Best of the Fest des Breckenridge Festival of Film als Best Actor im Film Ein Sommersandtraum
- 2011: Grand Jury Prize des Buffalo Niagara Film Festivals als Best Actor im Film Ein Sommersandtraum
- 2011: Nominierung für den Schweizer Filmpreis, Kategorie Bester Darsteller im Film Ein Sommersandtraum
- 2012: Nominierung für den Nestroy, Kategorie Beste Nebenrolle in Das Trojanische Pferd (Burgtheater Wien)
- 2013: Zwei Nominierungen für den Schweizer Filmpreis, Kategorie Bester Darsteller in den Filmen Rosie und Verliebte Feinde

## Nachweise
1. ↑  F. Krüger bei Divina (Memento des Originals vom 4. November 2016 im Internet Archive)  Info: Der Archivlink wurde automatisch eingesetzt und noch nicht geprüft. Bitte prüfe Original- und Archivlink gemäß Anleitung und entferne dann diesen Hinweis.
2. 1 2  «Ich bin auch mal peinlich». Tagblatt, 24. Mai 2013
3. ↑  Barbara Villiger Heilig: Der Inkompatible, Fabian Krüger zwischen Zürich und Wien. Neue Zürcher Zeitung, 18. Juni 2009
4. ↑  „König Lear“. „Fabian Krügers Auftritte als Edgar, der zweite Sohn Glosters, zählen zu den Highlights des Abends.“ ORF, 22. Dezember 2013

| Personendaten    | Personendaten                         |
| ---------------- | ------------------------------------- |
| NAME             | Krüger, Fabian                        |
| KURZBESCHREIBUNG | deutscher Schauspieler am Burgtheater |
| GEBURTSDATUM     | 14. August 1971                       |
| GEBURTSORT       | Kassel                                |